# Kostanjevica na Krki
Kostanjevica na Krki – miasto w Słowenii, siedziba gminy Kostanjevica na Krki. W 2018 r. miasto liczyło 720 mieszkańców.
Położona jest w Dolnej Krainie. Miejska starówka zlokalizowana jest na sztucznej wyspie na rzece Krka (jest to największa wyspa Słowenii, natomiast największą naturalną wyspą jest Maribor – Mariborski otok).